# Peaine
Peaine – jednostka osadnicza w USA, w stanie Michigan, w hrabstwie Charlevoix. Miejscowość leży na wyspie Beaver Island.